# Sophie Marceau
Sophie Danièle Silvie Maupu (París, 17 de novembre de 1966), és una actriu, directora de cinema i escriptora cinematogràfica francesa coneguda per l'àlies de Sophie Marceau.

## Biografia
A l'edat de catorze anys va debutar com a actriu cinematogràfica en el film La Boum (1980), on interpretava Vic Beretton, una col·legial a la recerca de la independència. El film la va convertir en ídol adolescent a França i altres països europeus. Aquesta qualitat va ser reforçada dos anys després, amb La Boum 2 (1982).
En 1983, va rebre el Premi César com l'actriu més prometedora del cinema francès. Als 16 anys, va interpretar un paper més seriós en el film Fort Saganne (1984) en el qual va compartir crèdits amb Gérard Depardieu i Catherine Deneuve. El mateix any, va actuar a Joyeuses Pâques, juntament amb Jean-Paul Belmondo. El 1985 va rodar al costat de Gerard Depardieu i Sandrine Bonnaire el film Police, dirigit per Maurice Pialat.
Sota la direcció d'Andrzej Żuławski (pare del seu primer fill), va actuar en diversos films dramàtics: L'Amour braque (1985), Mes nuits sont plus belles que vós jours (1989), La Note bleue (1991), i La Fidélité (2000).
La primer gran aparició de Marceau fora del cinema francès va ser en la pel·lícula Braveheart (1995), protagonitzada i dirigida per Mel Gibson, la qual cosa va augmentar la seva fama com estrella de cinema.
També el 1995 va rodar Al di là delle nuvole, film dirigit per Michelangelo Antonioni i Wim Wenders, on es narren quatre històries d'amor, filmada cadascuna en una ciutat diferent, coprotagonitzada amb John Malkovich, Irène Jacob, Fanny Ardant, Jean Reno i Vincent Perez.
Posteriorment, va aparèixer en Somni d'una nit d'estiu ( A Midsummer Night's Dream, 1999), i va ser una noia Bond en Amb el món no n'hi ha prou (The World Is Not Enough, 1999).
El debut com a directora cinematogràfica de llargmetratge va ser amb el film Parla'm d'amor (Parlez moi d'amour, 2002), una pel·lícula sensible i commovedora sobre el perillós exercici de la parella i la vida familiar, pel qual va guanyar el premi al millor director en el Festival de Montreal 2002.
Va aparèixer al drama inspirat en la resistència francesa de les dones que van lluita contra l'ocupació Espies entre les ombres i a la comèdia LOL (Laughing Out Loud) de Lisa Azuelos, fent de mare soltera que ha d'enfrontar-se als problemes de la seva filla adolescent., ambdues del 2008. L'any següent va protagonitzar amb Monica Bellucci el thriller Ne te retourne pas, que es presentà al Festival de Canes 2009. També va rodar l'adaptació de la novel·la d'Eric Holder L'homme de chevet. El llibre estava ambientat a Aix-en-Provence però el director Alain Monne va ambientar la història de Muriel (Marceau) la paraplègica i Leo (Christopher Lambert) l'antic boxejador a Colòmbia.
El 2012 va compartir cartell amb Gad Elmaleh a la comèdia romàntica Un bonheur n'arrive jamais seul, en Sacha (Elmaleh) és un seductor que viu al dia, de nit, toca en un club de jazz i la Charlotte (Marceau) té tres fills, dos ex-marits i dirigeix una fundació d'art. Aparentment l'un i l'altre no tenen res en comú.
Va formar part del jurat del Festival Internacional de Cinema de Canes el 2015 presidit pels germans Joel i Ethan Coen.
Després de LOL ha rodat dues pel·lícules més dirigides per Lisa Azuelos. El 2014 Une rencontre, drama romàntic al costat de François Cluzet, on Azuelos a més del guió i direcció també hi té un paper. El 2022 amb la comèdia, poc convincent segons la crítica, I Love America, distribuida per Amazon Prime Video, la guionista i directora Lisa Azuelos es va inspirar en la seva pròpia mare, Marie Laforêt, una actriu i cantant que també va actuar al costat d'Alain Delon. Marceau interpreta Lisa, una directora de cinema francesa que amb la mort de la seva mare, se'n va a Los Angeles per iniciar una nova vida professional i sentimental.
El 2021 en el llargmetratge Tout s'est bien passé, drama dirigit per François Ozon, on Marceau comparteix repartiment amb André Dussollier, Charlotte Rampling i Hanna Schygulla, també es reflexiona sobre la mort dels pares. Emmanuèle (Marceau) s'enfronta a la decadència de la salut del seu pare André (Dussollier) i la seva sol·licitud d'ajuda per eutanàsia amb assistència mèdica. Es va estrenar al Festival Internacional de Cinema de Canes el 7 de juliol de 2021.

### Vida Personal
Al Festival de Canes de 1981 va conèixer el director polonès Andrzej Żuławski, amb qui va mantenir una relació del 1984 al 2001, el 1995 van tenir un fill, en Vincent. D'una relació posterior amb el productor estatunidenc Jim Lemley té una filla, Juliette, nascuda l'any 2002.
Del 2007 al 2014, va mantenir una relació amb Christophe Lambert, company de rodatge a La Disparue de Deauville i a L'homme de chevet . Després d'una breu relació amb el cuiner Cyril Lignac, manté una relació amb el productor de teatre Richard Caillat.

## Filmografia

### Actriu
- La Boum (1980)
- La Boum 2 (1982)
- Joyeuses Pâques (1984)
- Fort Saganne (1984)
- Police (1985)
- L'Amour braque (1985)
- Descente aux enfers (1986)
- Autour de minuit (1986)
- L'Étudiante (1988)
- Chouans! (1988)
- Mes nuits sont plus belles que vos jours (1989)
- Pacific Palisades (1990)
- La note bleue (1991)
- Pour Sacha (1991)
- Fanfan (1993)
- La filla de d'Artagnan (La Fille de d'Artagnan) (1994)
- Al di là delle nuvole (1995),
- Braveheart (1995)
- Firelight (1997)
- Marquise (1997)
- Anna Karenina (1997)
- The World Is Not Enough (1999),
- A Midsummer Night's Dream (1999)
- Lost & Found (1999)
- La Fidélité (2000)
- Belphégor - Le fantôme du Louvre (2001)
- Les clefs de bagnole (2003)
- Je reste! (2003)
- L'Àlex i l'Emma (2003)
- À ce soir (2004)
- Anthony Zimmer (2005)
- La disparue de Deauville (2007)
- Espies entre les ombres (2008)[28][29]
- LOL (Laughing Out Loud) (2008)
- Canvi de papers (2008)
- Ne te retourne pas (2009)
- L'homme de chevet (2009)
- L'âge de raison (2010)
- Un bonheur n'arrive jamais seul (2012)
- Arrétez-moi (2013)
- Une rencontre (2014)
- Tu veux... ou tu veux pas? (2014)
- La taularde (2015)
- Une histoire d'âme (2015) telefilm
- Tout s'est bien passé (2021)
- I Love America (2022)
- Une femme de notre temps (2022)

### Directora i guionista
- L'Aube à l'envers (1995) (curtmetratge)
- Parlez moi d'amour (2002)
- La disparue de Deauville (2007)
- Sophie Marceau piège des paparazzis (2016) (curtmetratge)
- Madame Mills, une voisine si parfaite (2018)